# Ari Behn
Ari Mikael Behn (født Ari Mikael Bjørshol; 30. september 1972 i Aarhus, død 25. december 2019 i Lommedalen) var en norsk forfatter og billedkunstner, som var gift med prinsesse Märtha Louise fra 2002 til de blev skilt i 2017. Parret blev dog separeret allerede i 2016. Som forfatter var han mest kendt for debutbogen, novellesamlingen Trist som faen fra 1999. Han udgav flere bøger og arbejdede med forskellige kunstneriske og kreative projekter de sidste år, især som billedkunstner.

## Barndom, opvækst og familiebaggrund
Han blev født i Aarhus i Danmark som Ari Mikael Bjørshol, og var søn af steinerskolelærer Olav Bjørshol og rosenterapeut Marianne Solberg. Familien boede i Danmark og England en periode før de flyttede til Tennevoll i Lavangen i Nord-Norge. Familien slog sig ned i Moss, da Ari var seks år gammel. Han blev døbt i Kristensamfundet og gik på Steinerskolen i Moss.

## Død
Ari Behn begik ifølge familien selvmord den 25. december 2019.
Han blev bisat fra Oslo Domkirke den 3. januar 2020.